# I deklarationstider
I deklarationstider är en svensk kortfilm från 1939 i regi av Gunnar Skoglund och med manus av Berndt Carlberg. Filmen utspelar sig på en expressbyrå i deklarationstider. Den premiärvisades den 13 februari 1939 på biograf Spegeln i Stockholm som andra film i serien Dagens spegelbilder.

## Rollista
- Åke Söderblom – statsbud 1
- Eric Abrahamsson – statsbud 2
- Jean Claesson

### Fotnoter
1. ↑  ”I deklarationstider”. Svensk Filmdatabas. http://www.sfi.se/sv/svensk-filmdatabas/Item/?itemid=73936&type=MOVIE&iv=Basic. Läst 15 mars 2013.